# Succinylcholine

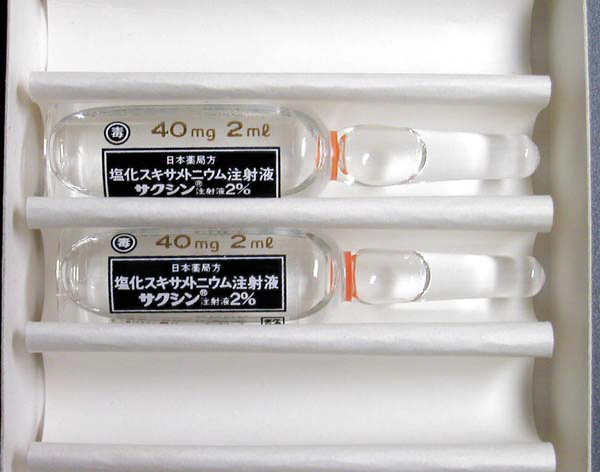
Ampullen met succinylcholine

Succinylcholine, ook wel bekend als suxamethonium chloride, is een depolariserend spierverslappend middel dat bij operaties en intubaties wordt gebruikt om de spieren te verslappen.
Het middel verslapt binnen één minuut vrijwel alle spieren in het lichaam, inclusief de ademhalingsspieren. Het wordt binnen een paar minuten volledig door het lichaam gemetaboliseerd tot barnsteenzuur en choline. Deze metabolieten komen van nature in het lichaam voor. Succinylcholine is een depolariserende spierverslapper die na inspuiten spierbewegingen geeft (fasciculaties).
De stof is opgenomen in de lijst van essentiële geneesmiddelen van de WHO.

## Toepassingsgebied succinylcholine
- Situaties waarbij snelle werking noodzakelijk is zoals bij niet-nuchtere patiënten. Deze indicatie heet de crash-inductie bijvoorbeeld bij een keizersnede.
- Situaties waarbij een korte werkingsduur gewenst is zoals bij een korte operatie of bij een te verwachten moeilijke intubatie (moeilijke luchtweg).

## Belangrijke bijwerkingen
Een daling van de hartslag (bradycardie), zodat preventief vaak atropine voorafgaand aan de succinylcholine wordt gegeven. Een stijging van het kaliumgehalte in het bloed (hyperkaliëmie) wat kan leiden tot ernstige ritmestoornissen.
Het spierverslappend effect kan niet worden tegengegaan door cholinesterase-inhibitoren; de blokkade wordt zelfs versterkt.

## Misbruik
Dit middel is in 2013 gebruikt voor een dubbele gifmoord door George H. Door de afwezigheid van een adequate test voor dit middel en de lichaamseigen afbraakproducten werd dit middel beschouwd als een perfect moordwapen. De zaak kwam aan het licht door een vernieuwde test door het Nederlands Forensisch Instituut om de afbraakproducten van succinylcholine aan te tonen. George H. pleegde de moorden om financieel gewin te halen uit de levensverzekeringen van de slachtoffers. Hij heeft levenslang gekregen voor deze moorden. 